# Kafana "Velika kasina" u Nišu
Kafana "Velika kasina" u Nišu, sada galerija "Srbija", smeštena je na Trgu Kralja Milana u broju 13. Kao deo celine predstavlja spomenik kulture.

## Istorijat
Zgrada je podignuta u poslednjoj deceniji 19. veka, kao kafana. Tokom vremena zgrada je menjala vlasnike i naziv lokala ali ne i namenu. prvobitno je bila vlasništvo niškog trgovca i kafedžije Mite I. Garića. Kafana se najpre po vlasniku nazivala Garićeva kafana. Mita Garić, jedan od najpoznatijih Nišlija, je pored kafane imao i veliki podrum vina i rakije. Pred početak Prvog svetskog rata, Garić je kafanu prodao Nastoru Nerandžiću, koji je dao ime "Kasina" i odlučio je da goste, osim jelom i pićem, zabavlja i prikazivanjem filmova. Cena karte je bila uračunata u cenu 
Kada je "Kasinu" preuzeo Stojan Veličković, učinio je da se bioskopske ulaznice posebno naplaćuju, što su njegove kolege, niške kafedžije, protumačile kao neviđeni skandal. Zajedničkim zalaganjem oni su uspeli da gradske vlasti Veličkoviću brzo zabrane prikazivanje filmova. Neposredno pred izbijanje Drugog svetskog rata, kafana je ponovo promenila naziv i vlasnika i postala "Velika Kasina", kada ju je kupio Aleksa Marković. 

### Arhitektura objekta
Zgrada predstavlja pravo remek delo gradjevinarstva. Krovna konstrukcija širine nešto više od 15m i dužine 30m i danas odoleva zubu vremena bez ikakvih potpora.

### Kafanske manifestacije
Kafaka "Velika kasina" bipa je poznata po zabavnim i kupturnim manifestacijama, koje su ovde organizovane između dva rata. Društvo "Abrašević" davalo je svoje pozorišne predstave, Građanska kasina organizovala predavanja i koncerte, a poznati niški "Bata Lakin kvartet" često je ovde nastupao. 
Posle Drugog svetskog rata u ovom objektu je, 1959. godnne, otvorena prva samoposluga u Nišu - "Srbija "- koja je danas preuređena u Izložbenu galeriju "Srbija".